# Frémécourt
Frémécourt é uma comuna francesa na região administrativa da Ilha de França, no departamento do Vale do Oise. Estende-se por uma área de 4.28 km². Em 2010 a comuna tinha 572 habitantes (densidade: 133,6 hab./km²).